# Pandemia de COVID-19 em navios da Marinha
A Pandemia de COVID-19 em navios da Marinha espalhou para muitos navios militares, com a natureza de tais navios, incluindo o trabalho em pequenas áreas fechadas e a falta de alojamentos privados para a grande maioria da tripulação, contribuindo para a rápida disseminação da doença, até mais do que em navios de cruzeiro.
Devido à natureza da segurança das operações, os militares podem ter políticas em vigor que impedem ou restringem a notificação de infecções por SARS-CoV-2 e mortes por COVID-19.
Dentre os países que tiveram casos da doença nos navios militares estão Estados Unidos, Bélgica, França, Holanda, entre outros.

## Bélgica

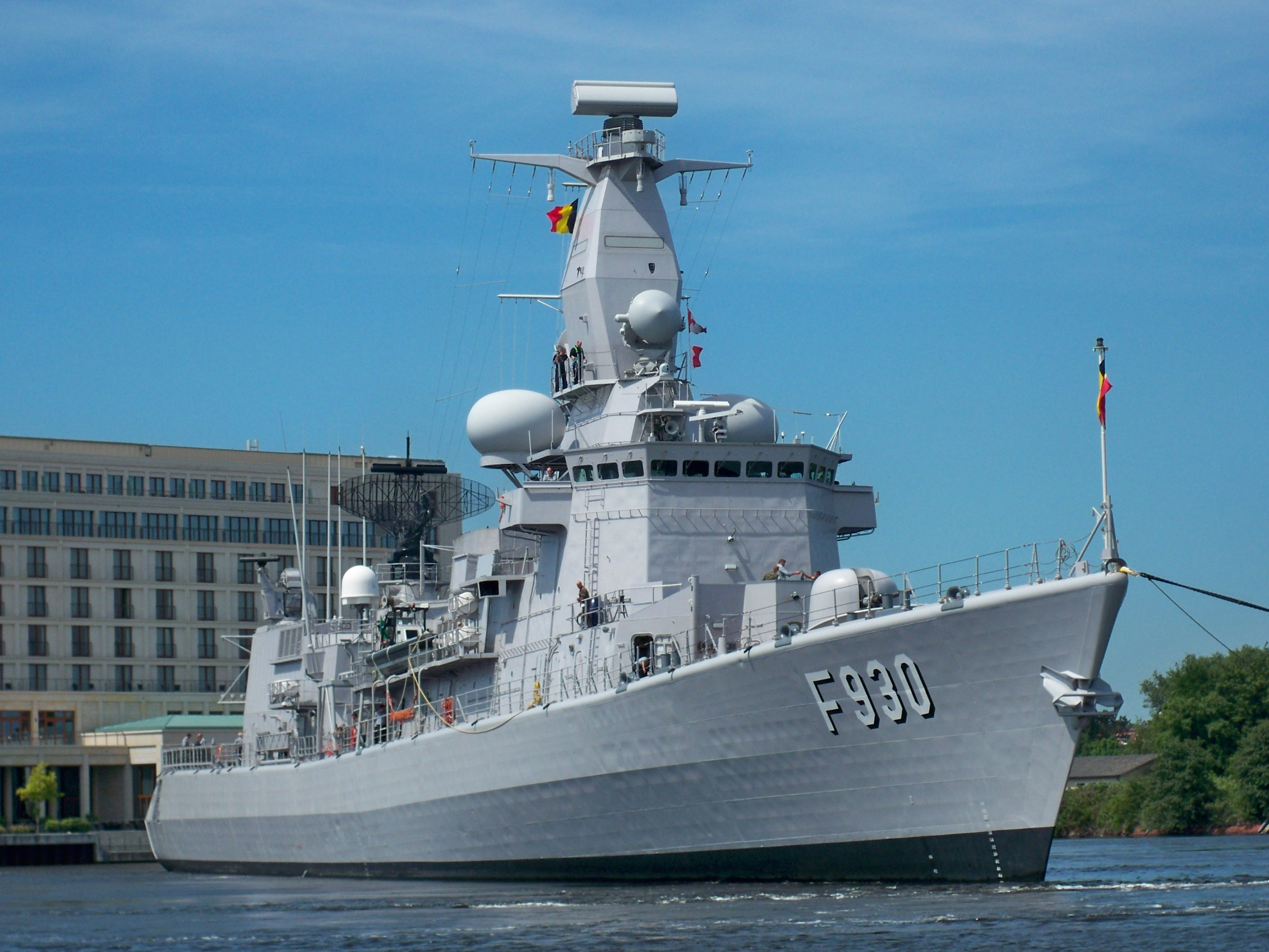
Leopold I

Em 25 de março, a Forças Armadas da Bélgica informou que um membro da tripulação da fragata belga Leopold I havia testado positivo. O marinheiro havia sido evacuado por via aérea para Den Helder em 20 de março, depois que ele começou a demonstrar sintomas, e ficou em quarentena em casa quando o teste retornou positivo em 24 de março. Como precaução, o navio interrompeu sua operação com o grupo de batalha de navios franceses liderado por Charles de Gaulle e retornou a Zeebrugge , seu porto de origem, em 27 de março, cerca de um mês antes do planejado.

## França

### Carhles de Gaulle

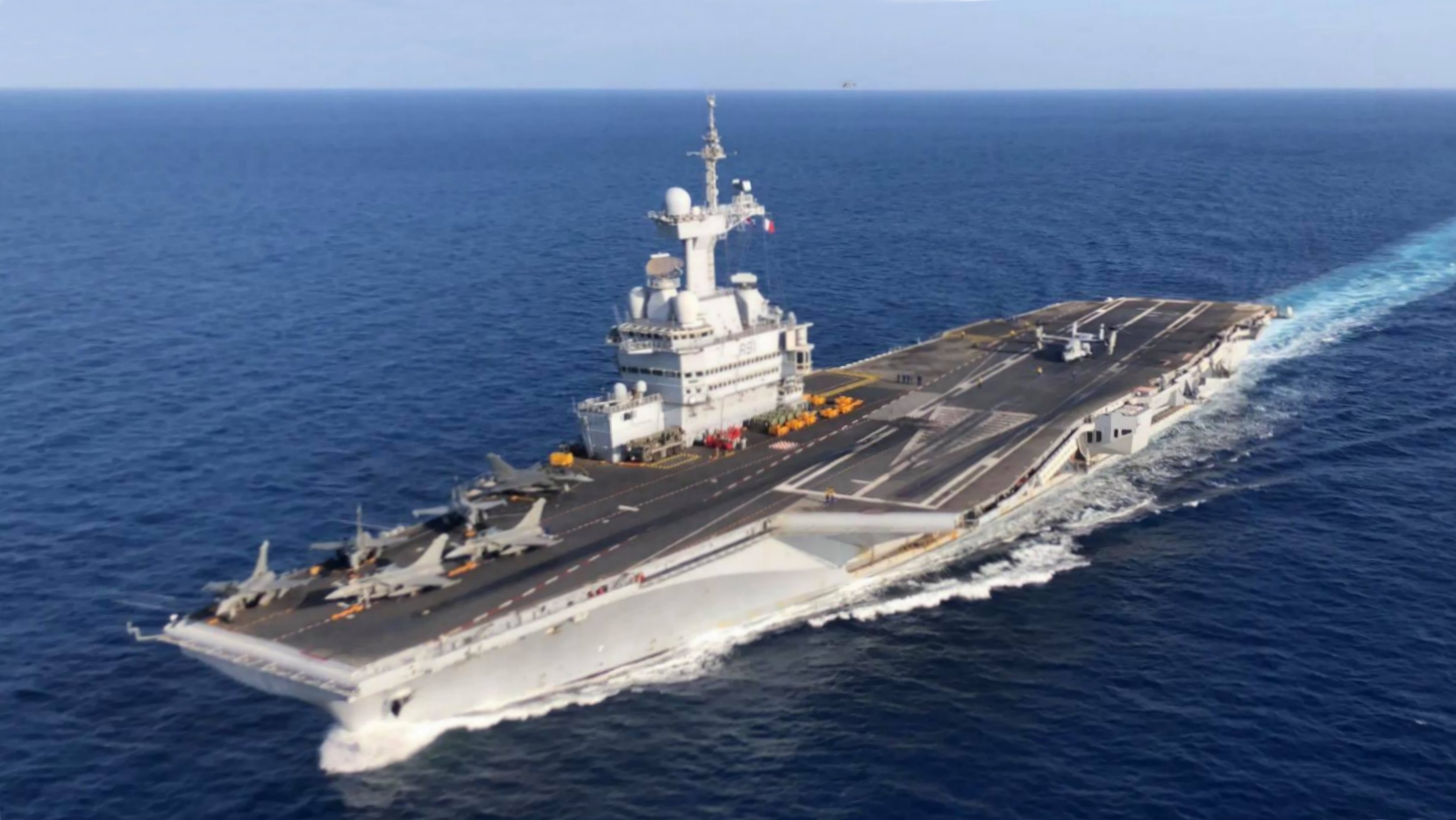
Porta-aviões Charles de Gaulle.

Como cerca de 40 tripulantes estavam começando a mostrar sintomas, o porta-aviões francês Charles de Gaulle retornou ao seu porto de origem em Toulon mais cedo do que o planejado, conforme relatado em 8 de abril de 2020 pelo Ministério das Forças Armadas da França.

### Chevalier Paul

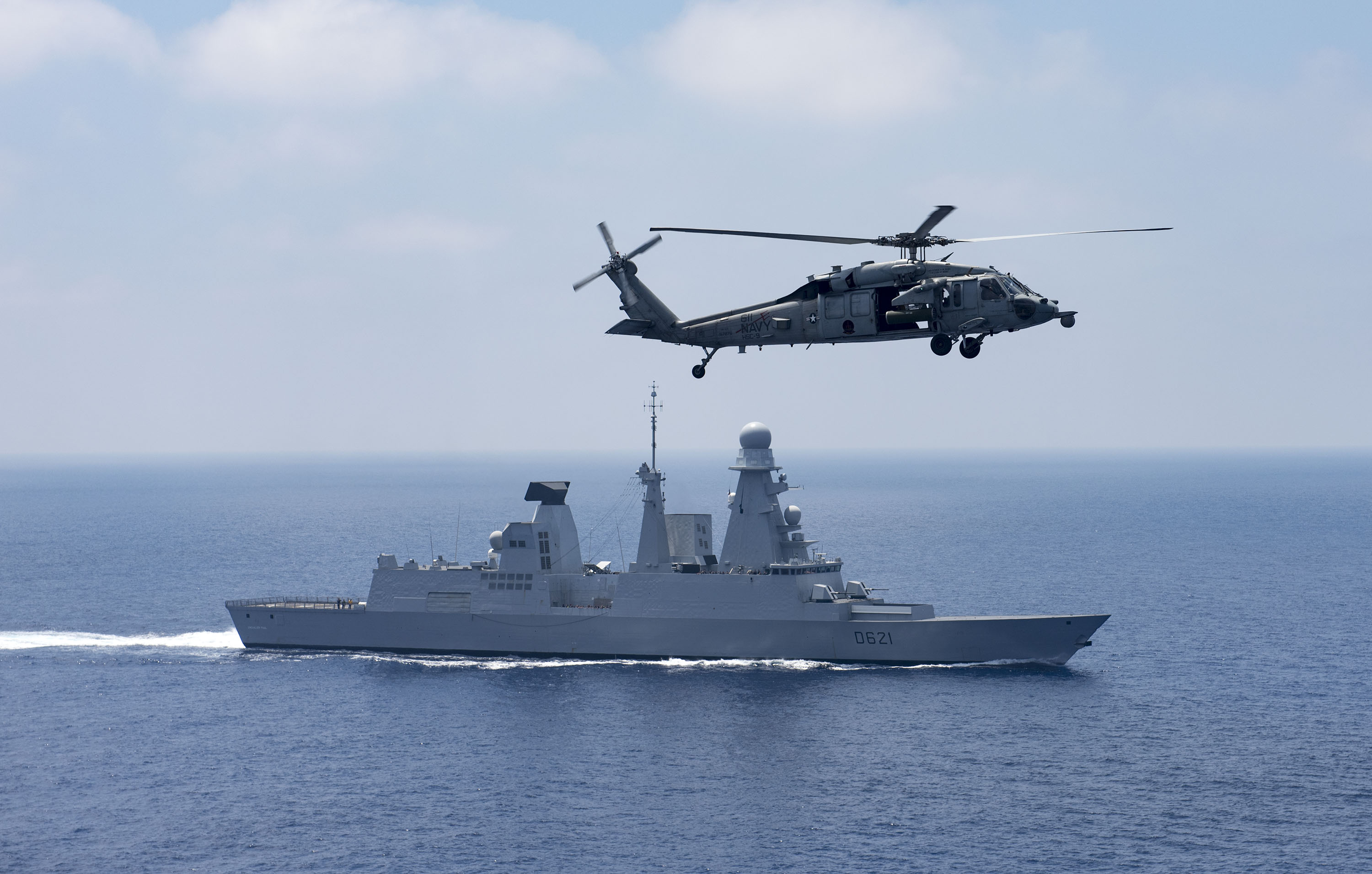
Porta-aviões Chevalier Paul.

Em 15 de abril de 2020, o Ministério das Forças Armadas informou que, dos testes de 1767 realizados nos membros do grupo de batalha de transportadores liderado por Charles de Gaulle, 668 retornaram positivos. A grande maioria desses casos estava a bordo de Charles de Gaulle, e o restante dos casos estava a bordo da fragata francesa Chevalier Paul.
Os 200 marinheiros do Chevalier Paul ficaram em quarentena por duas semanas.

## Holanda

Submarino Dolfijn.

Em 30 de março, o Ministério da Defesa da Holanda informou que oito tripulantes do submarino holandês HNLMS Dolfijn haviam testado positivo. Dos 58 membros da tripulação, quinze marinheiros com sintomas leves foram testados.  O submarino mudou de rumo perto da Escócia para retornar à Holanda duas semanas antes, chegando a Den Helder em 3 de abril.

## Estados Unidos

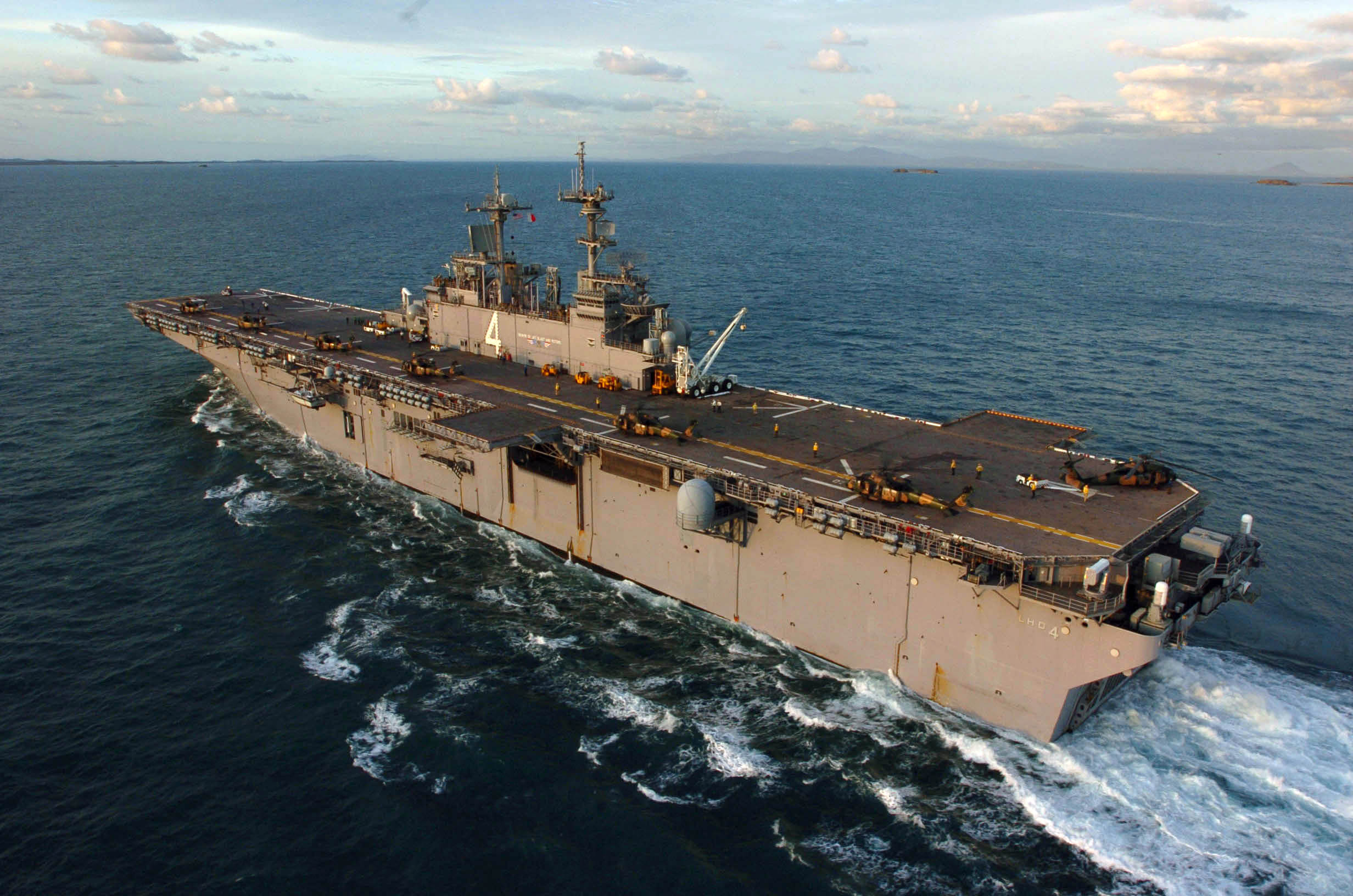
USS Boxer, em águas australianas.

### USS Boxer
Foi relatado que a pandemia do novo coronavírus se espalhou para o navio de assalto anfíbio americano USS Boxer quando seu primeiro caso positivo foi relatado em 15 de março de 2020. Esse foi relatado como o primeiro caso de um marinheiro a bordo de um navio da Marinha dos Estados Unidos. O marinheiro posteriormente ficou em quarentena em casa. Um segundo marinheiro deu positivo em 17 de março de 2020 e também ficou em quarentena em casa.

### USS Essex

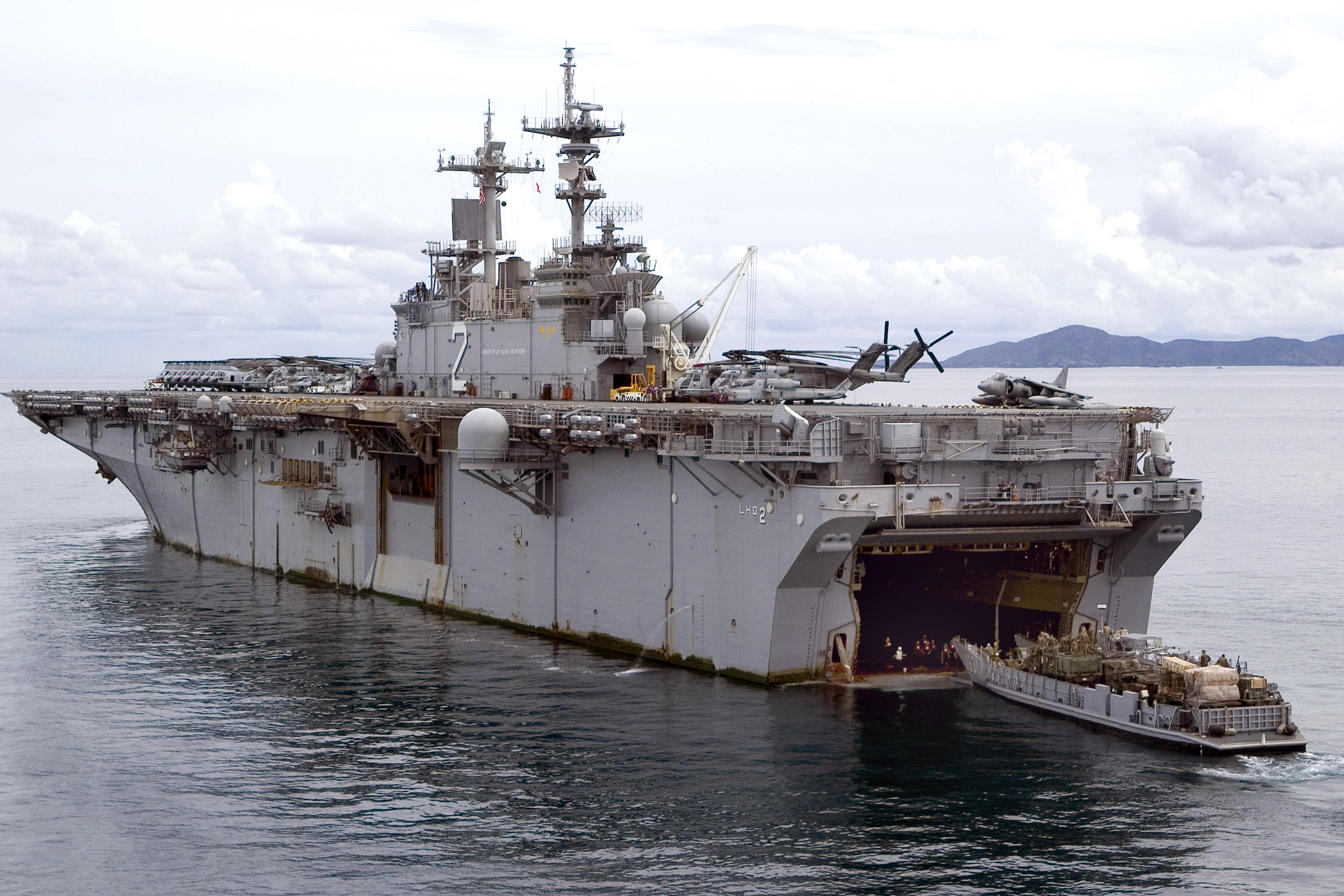
USS Essex, em águas tailandesas.

Foi relatado que a pandemia do novo coronavírus se espalhou para a tripulação do navio de desembarque americano USS Essex quando seu primeiro caso foi relatado em 17 de março. O marinheiro estava participando de um curso na Base Naval de San Diego desde fevereiro de 2020, quando o teste retornou positivo em 14 de março. O marinheiro posteriormente isolou-se em casa.